# Oostenrijk op de Europese kampioenschappen atletiek 2010
Oostenrijk werd door vijftien atleten vertegenwoordigd op de Europese kampioenschappen atletiek 2010.

## Deelnemers
| Onderdeel      | Mannen                                              | Vrouwen                           |
| -------------- | --------------------------------------------------- | --------------------------------- |
| 100 m          | Ryan Moseley                                        |                                   |
| 200 m          | Ryan Moseley                                        | Doris Röser                       |
| 400 m          | Clemens Zeller                                      |                                   |
| 800 m          | Andreas Rapatz                                      |                                   |
| 1500 m         | Andreas Vojta                                       |                                   |
| 10000 m        | Michael Schmid                                      |                                   |
| Marathon       | Christian Pflügl Florian Prüller Günther Weidlinger |                                   |
| 100 m horden   |                                                     | Victoria Schreibeis Beate Schrott |
| 3000 m steeple | Martin Pröll                                        |                                   |
| Speerwerpen    |                                                     | Elisabeth Pauer                   |
| Discuswerpen   | Gerhard Mayer                                       |                                   |
| Tienkamp       | Roland Schwarzl                                     |                                   |

## Resultaten

### 100m mannen
- Ryan Moseley
  - Ronde 1: 10.38 (Q)
  - Halve finale: 9de in 10,27 (NQ)

### 100m horden vrouwen
- Victoria Schreibeis
  - Reeksen: 14de in 13,23 (q)
  - Halve finale: 14de in 13,41(NQ)
- Beate Schrott
  - Reeksen: gediskwalificeerd

### 200m

#### Mannen
- Ryan Moseley
  - Reeksen: 22ste in 21,07 (NQ)

#### Vrouwen
- Doris Röser
  - Reeksen: 23ste in 24,32 (NQ)

### 400m mannen
- Clemens Zeller
  - Ronde 1: DNF

### 1500m mannen
- Andreas Vojta
  - Reeksen: 11de in 3.42,16 (q)
  - Finale: 11de in 3.45,68

### 3000m steeple mannen
- Martin Pröll
  - Reeksen: 19de met 8.41,63 (NQ)

### 10000m mannen
- Michael Schmid: opgave

### Speerwerpen vrouwen
- Elisabeth Pauer
  - Kwalificatie: 53,45m (NQ)

### Discuswerpen mannen
- Gerhard Mayer
  - Kwalificatie: 15de met 60,76m (NQ)

### Marathon mannen
- Christian Pflügl: 44ste in 2:53.15
- Florian Prüller: opgave
- Günther Weidlinger: 18de in 2:23.37

### Tienkamp
- Roland Schwarzl
  - 100m: 11,23 (SB) (810ptn)
  - Verspringen: 7,68m (980 ptn)
  - Kogelstoten: 14,16m (738ptn)
  - Hoogspringen: 1,86m (679ptn)
  - 400m: 50,16 (SB) (807ptn)
  - 110m horden:14,70 (886ptn)
  - Discuswerpen: 44,22m (751ptn)
  - Polsstokhoogspringen: 5,05m (926ptn)
  - Speerwerpen: 49,86m (587ptn)
  - 1500m: 4.58,69 (567ptn)
  - Eindklassement: 14de met 7731ptn

Albanië · Andorra · Armenië · Azerbeidzjan · België · Bosnië en Herzegovina · Bulgarije · Cyprus · Denemarken · Duitsland · Estland · Finland · Frankrijk · Georgië · Gibraltar · Griekenland · Groot-Brittannië · Hongarije · Ierland · IJsland · Israël · Italië · Kroatië · Letland · Liechtenstein · Litouwen · Luxemburg · Macedonië · Malta · Moldavië · Monaco · Montenegro · Nederland · Noorwegen · Oekraïne · Oostenrijk · Polen · Portugal · Roemenië · Rusland · San Marino · Servië · Slovenië · Slowakije · Spanje · Tsjechië · Turkije · Wit-Rusland · Zweden · Zwitserland